# Ian Bridge
Pour les articles homonymes, voir Bridge (homonymie).
Ian Bridge, né le 18 septembre 1959 à Victoria (Canada), est un ancien joueur international canadien de soccer ayant évolué au poste de défenseur avant de se reconvertir en tant qu'entraîneur.